# 宝刀鱼
宝刀鱼（学名：Chirocentrus dorab）为輻鰭魚綱鲱形目宝刀鱼科的其中一種，俗名西刀。

## 分布
本魚分布于印度太平洋區，包括東非、紅海、波斯灣、阿曼灣、馬達加斯加、孟加拉、印度、日本、中國、韓國、菲律賓、印尼、柬埔寨、越南、泰國、緬甸、澳洲、斐濟、東帝汶、東加、萬那杜等海域。该物种的模式产地在红海。

## 深度
水深0至120公尺。

## 特徵
本魚體延長而側扁，眼小，體被細鱗，易脫落。口大，下頷突出，腹緣尖但無稜鱗。尾鰭深叉，臀鰭基底長，體長可達100公分。

## 生態
本魚棲息於表層水域，為洄游魚類，屬肉食性，以小型魚類及甲殼類為食。

## 經濟利用
食用魚，但市場不多見，適合油炸食用、或製作成魚丸。

## 扩展阅读
維基物種上的相關：宝刀鱼